# Wang Shi-ting
Wang Shi-ting (Tainan, 19 ottobre 1973) è un'ex tennista taiwanese.

## Carriera
In carriera ha vinto sei titoli nel singolare. Nei tornei del Grande Slam ha ottenuto il suo miglior risultato raggiungendo il terzo turno nel singolare all'Open di Francia nel 1994 e nel 1995, agli US Open nel 1994 e agli Australian Open nel 1997, e nel doppio all'Open di Francia nel 1996 e agli Australian Open nel 1997 e nel 1998.
Nel 1993 ha raggiunto il suo best ranking in singolare (26ª posizione). Nel 1996 ha rappresentato il suo Paese alle Olimpiadi, fermandosi poi al secondo turno.
In Fed Cup ha disputato un totale di 76 partite, collezionando 51 vittorie e 25 sconfitte.
Da ricordare le sue tre partecipazioni alle Universiadi, dove ha vinto un oro e due bronzi in singolare.

## Statistiche

### Singolare

#### Vittorie (6)
| Numero | Anno              | Torneo                                     | Superficie | Avversaria in finale | Punteggio     |
| 1.     | 19 settembre 1993 | Hong Kong Open, Hong Kong                  | Cemento    | Marianne Werdel      | 6-4, 3-6, 7-5 |
| 2.     | 10 ottobre 1993   | Taiwan Open, Taipei                        | Cemento    | Linda Wild           | 6-1, 7-6      |
| 3.     | 20 novembre 1994  | Taiwan Open, Taipei                        | Cemento    | Kyōko Nagatsuka      | 6-1, 6-3      |
| 4.     | 8 ottobre 1995    | Commonwealth Bank Tennis Classic, Surabaya | Cemento    | Yi Jing Qian         | 6-1, 6-1      |
| 5.     | 13 ottobre 1996   | Commonwealth Bank Tennis Classic, Surabaya | Cemento    | Nana Miyagi          | 6-4, 6-0      |
| 6.     | 20 ottobre 1996   | China Open, Pechino                        | Cemento    | Chen Li-Ling         | 6-3, 6-4      |

#### Finali perse (1)
| Numero | Anno              | Torneo              | Superficie | Avversaria in finale | Punteggio |
| 1.     | 30 settembre 1995 | China Open, Pechino | Cemento    | Linda Wild           | 5-7, 2-6  |

### Doppio

#### Finali perse (3)
| Numero | Anno              | Torneo                                           | Superficie | Compagna          | Avversarie in finale         | Punteggio     |
| 1.     | 30 settembre 1995 | China Open, Pechino                              | Cemento    | Stephanie Rottier | Claudia Porwik Linda Wild    | 1-6, 0-6      |
| 2.     | 22 settembre 1996 | Nichirei International Championships, Tokyo      | Cemento    | Park Sung-hee     | Amanda Coetzer Mary Pierce   | 1-6, 6-7      |
| 3.     | 10 gennaio 1998   | Thalgo Australian Women's Hardcourts, Gold Coast | Cemento    | Park Sung-hee     | Elena Lichovceva Ai Sugiyama | 6-1, 3-6, 4-6 |

### Risultati in progressione
| Sigla | Risultato               |
| ----- | ----------------------- |
| V     | Vincitore               |
| F     | Finalista               |
| SF    | Semifinalista           |
| O     | Oro olimpico            |
| A     | Argento olimpico        |
| SF    | Bronzo olimpico         |
| QF    | Quarti di Finale        |
| 4T    | Quarto turno            |
| 3T    | Terzo turno             |
| 2T    | Secondo turno           |
| 1T    | Primo turno             |
| RR    | Round Robin             |
| LQ    | Turno di qualificazione |
| A     | Assente                 |
| ND    | Non disputato           |

| Legenda superfici    |
| -------------------- |
| Cemento              |
| Terra battuta        |
| Erba                 |
| Superficie variabile |

#### Singolare nei tornei del Grande Slam
| Torneo          | 1992 | 1993 | 1994 | 1995 | 1996 | 1997 | 1998 | 1999 |
| --------------- | ---- | ---- | ---- | ---- | ---- | ---- | ---- | ---- |
| Australian Open | A    | 2T   | 2T   | 1T   | 2T   | 3T   | 2T   | 1T   |
| Open di Francia | 1T   | A    | 3T   | 3T   | 2T   | 2T   | 1T   | 1T   |
| Wimbledon       | A    | A    | A    | A    | A    | 2T   | 2T   | 1T   |
| US Open         | 1T   | 2T   | 3T   | A    | 2T   | A    | 1T   | 1T   |

#### Doppio nei tornei del Grande Slam
| Torneo          | 1996 | 1997 | 1998 | 1999 | 2000 |
| --------------- | ---- | ---- | ---- | ---- | ---- |
| Australian Open | A    | 3T   | 3T   | 2T   | 1T   |
| Open di Francia | 3T   | 1T   | 2T   | 1T   | A    |
| Wimbledon       | A    | 2T   | 2T   | 1T   | A    |
| US Open         | 2T   | A    | 2T   | 1T   | A    |

#### Doppio misto nei tornei del Grande Slam
Nessuna partecipazione